# R6000
Az R6000 egy a MIPS Computer Systems által kifejlesztett 32 bites mikroprocesszor-csipkészlet, amely a MIPS II utasításkészlet-architektúrát (ISA) implementálja. 1990 és 1991 között volt elérhető. A csipkészlet a következő csipekből állt: R6000 mikroprocesszor, R6010 lebegőpontos egység és R6020 rendszersín vezérlő. Az R6000 volt a MIPS II ISA első implementációja. TLB- és gyorsítótár-architektúrája eltér a MIPS-család többi tagjától. Az R6000 emittercsatolt logikával (ECL) készült. Az 1980-as évek közepén és végén széles körben elterjedt módszer volt, hogy a csúcskategóriás mikroprocesszorokat nagy sebességű logikával, például ECL-lel valósították meg. Mivel a MIPS egy gyártókapacitás nélküli (fabless) vállalat volt, az R6000 csipkészletet a Bipolar Integrated Technology (BIT) gyártotta, ami a MIPS szerződéses gyártójaként működött 1989 novembere óta. A gyártási problémák miatt az R6000 szállítása a MIPS Computer Systems felé akadozott, igen szaggatott volt, ezért szerződéses korlátozásokat vetettek ki a BIT-re, ami megakadályozta a vállalatot abban, hogy más potenciális ügyfeleknek szállítson. Ezek a problémák több mint egy éven át fennálltak, ám a jelentések szerint 1991-ben megoldódtak, lehetővé téve a BIT számára, hogy más ügyfeleket keressen a termék számára, és a MIPS-szel kötött külön licencszerződés részeként, képes legyen a csip testre szabott változatainak gyártására és értékesítésére.
Az R6000-nek kevés felhasználója volt. A processzor alapváltozatai 60–66 MHz-es órajelen működtek, de a Control Data Systems (CDS) egy 80 MHz-es változatot használt csúcskategóriás 4680-300-as sorozatú InforServer szerverében. A MIPS az R6000-es processzort az RC6260 és RC6280 szervereiben használta. Egy 1991 elején megjelent ismertető úgy írta le a terméket, mint „a leggyorsabb rendszer, amelyet a CPU és az FPU teljesítménye szempontjából teszteltünk”, lehetővé téve „prémium ár” felszámítását, miközben az alapkonfiguráció ára 150 000 dollártól kezdődött. Egyes modellek szállítási idejét azonban „több hónapra” becsülték a processzor beszállítójával kapcsolatos bizonytalanságok miatt. A processzor rövidesen eltűnt a mainstream piacról. Az R6000-es tervezettel kapcsolatos gyártási problémák komoly pénzügyi gondokat okoztak a MIPS Computers-nek, és ez volt az egyik oka annak, hogy a céget végül felvásárolta az SGI. Az SGI-ből való 1999-es kiválásakor a MIPS Technologies örökölte az R6000 jogait.

## Technikai adatok
Az R6000-es processzor és a csipkészlet többi eleme 0,5 μm-es ECL gyártási technológiával készült.
A MIPS R6280-ba épített r6300-as processzorkártya egy 14,4×15 inch méretű nyomtatott áramköri lap, amelyre külön csipek formájában került fel a processzor, lebegőpontos koprocesszor (FPC), sínvezérlő, külső számolóegységek: a lebegőpontos ALU és a fixpontos szorzó-osztó, valamint a gyorsítótár RAM-ok, és néhány speciális regiszter is külső csipekkel lett megvalósítva. 
A „Control Data 4680 Multi Processor” kártyán a processzor egy többcsipes modulba került, a többi összetevő ezen is az alaplapra szerelt csip.
A processzor 36 bites fizikai címet alkalmaz, ami 64 GiB-nyi fizikai tár címzését teszi lehetővé. A MIPS R6280 jelű kiszolgálóját alapkiépítésben 256 MiB memóriával kínálták (1989), ami legfeljebb 1 GiB lehetett, kiépítéstől függően (1990).
Az R6000 CPU tranzisztorszáma 89 000, lapkamérete 9,9×10,1 mm, fogyasztása 23 W.
Az R6010 FPC tranzisztorszáma 88 000, lapkamérete 9,9×9,6 mm, fogyasztása 20 W.
Az R6020 sínvezérlő tranzisztorszáma 66 000, lapkamérete 9,4×9,6 mm, fogyasztása 20 W.
Mind a három csip 259 tűs PGA tokozással készült.
A CDC processzorváltozata 317 tűs lefelé néző üregű kerámia PGA tokba került.
A processzor első- és második szintű gyorsítótárakat kezel. A TLB logika a processzorban van, viszont a TLB a gyorsítótár-memóriákban kialakított memóriapartíciókat használja tárként.
Az L1 gyorsítótárat a külön 64 KiB méretű utasítás-gyorsítótár és a 16 KiB méretű adat-gyorsítótár alkotja, az L2 gyorsítótár közös, mérete 512 KiB-től 2 MiB-ig terjedhet, konfigurációtól függően. Az első szintű adat-gyorsítótár közvetlen leképzésű, sorhossza 8 szó. Az első szintű utasítás-gyorsítótár átíró (write-through) rendszerű, sorhossza 2 szó. A második szintű gyorsítótár két utas csoport-asszociatív, visszaíró (write-back) rendszerű, sorhossza 32 szó.
A processzor külső lebegőpontos egységet (BIT 3110 FALU) és külső szorzóegységet használt (BIT 3120 FMPY), melyek a rendszersíneken csatlakoznak a processzorhoz. Ezek BIT gyártmányú szabványos VLSI ECL csipek.:2

## Fordítás
Ez a szócikk részben vagy egészben  a   R6000 című angol Wikipédia-szócikk ezen változatának fordításán alapul.  Az eredeti cikk szerkesztőit annak laptörténete sorolja fel. Ez a jelzés csupán a megfogalmazás eredetét és a szerzői jogokat jelzi, nem szolgál a cikkben szereplő információk forrásmegjelöléseként.